# Staley
Staley är en ort i Randolph County i delstaten North Carolina, USA.